# James Bertrand
Pour les articles homonymes, voir Bertrand.
James Bertrand, pseudonyme de Jean-Baptiste Bertrand, né à Lyon le 25 mars 1823 et mort à Orsay le 23 septembre 1887, est un peintre et lithographe français.

## Biographie
Jean-Baptiste Bertrand est le fils de Pierre-Amédée Bertrand, marchand chapelier, et de Marie Maréchal. Il entre à l'École des beaux-arts de Lyon en 1840. Il y a été un élève de Claude Bonnefond.
Il séjourne à Rome en 1857. Il a commencé à exposer au Salon en 1857 avec une Idylle.
Plusieurs de ses toiles exposées ont été remarquées : la Mort de Virginie, la Jeunesse, Ophélie, la Frileuse. Il a obtenu plusieurs récompenses aux Salons.
Il est inhumé dans le cimetière du Montparnasse, à Paris, 26e division.

## Distinctions
- Chevalier de la Légion d'honneur (1876)[3].

## Œuvres dans les collections publiques

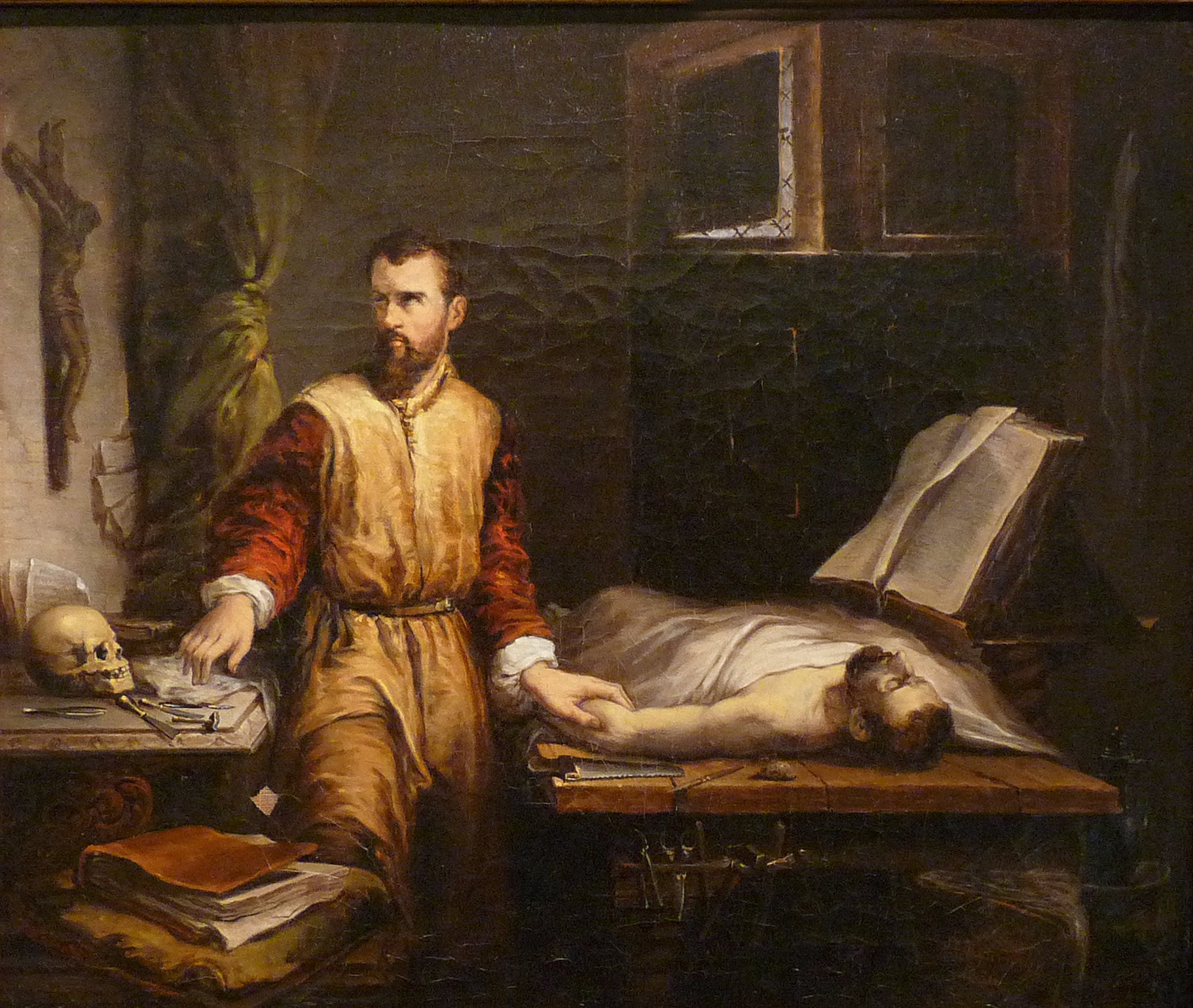
Ambroise Paré et l'examen d'un malade, Remiremont, musée Charles-de-Bruyères.

- Lyon, musée des beaux-arts : Les Corps des martyrs retirés des eaux du Tibre, 1861, huile sur toile, 192 × 202 cm.
- Moulins, musée Anne-de-Beaujeu : Les Corps des martyrs retirés des eaux du Tibre, 1861, huile sur toile, esquisse, 64 × 100 cm[4].
- Remiremont, musée Charles-de-Bruyères : Ambroise Paré et l'examen d'un malade.

## Prix James Bertrand
Prix annuel de trois mille cinq cents francs, fondé par Mme James Bertrand, en mémoire de son mari en faveur d'un peintre d'histoire de nationalité française.

### Lauréats
Liste non exhaustive :
- 1914 : Charles Fouqueray
- 1920 : Émilien Barthélemy, René Rousseau-Decelle, Jean Didier-Tourné et Lucien-Paul Pouzargues[7].
- 1921 : Henry Sené
- 1922 : Louis Roger
- 1923 : Paul Sieffert
- 1924 : Hippolyte Guy
- 1925 : Jeanne Thil
- 1926 : René Georges Gauthier (1887-1969)
- 1927 : Charles Léon Godeby
- 1928 : Gustave Alaux
- 1929 : Alfred Giess
- 1930 : Gustave Pierre
- 1931 : Pierre-Louis Ganne (1910-1970)
- 1932 : ?
- 1933 : ?
- 1934 : André Leroux
- 1935 : Robert Albert Génicot (1890-1981)
- 1935 : Léon Cannicioni ?
- 1936 : Louis Azéma
- 1937 : Roger Debat
- 1938 : Lucien-Paul Pouzargues
- 1941 : Georges Dargouge
- 1942 : José Fabri-Canti
- 1943 : André Charigny
- 1948 : Gustave Lorain
- 1949 : Louis Georges Alaterre (1879-1949)

non daté :
- Alice Pasco
- Gustave Pierre